# شارك رايا (فلم 2022)
شارك رايا (بالملايوية: Kongsi Raya)؛ (بالصينية: 姜味关系) هو فيلم دراما كوميدي ماليزي باللغة الملايوية لعام 2022. تم إصداره في 3 فبراير 2022 في دور السينما الماليزية.

## طاقم العمل
- حارث إسكندر
- إيرا فازيرا

## روابط خارجية
- مقالات تستعمل روابط فنية بلا صلة مع ويكي بيانات